# Вуканово јеванђеље
Вуканово јеванђеље је, уз Мирослављево јеванђеље, најзначајнији споменик српске писмености с краја 12. века. Рукопис је настао у пећини, „код града Раса“, посљедњих година 12. века. Садржи 189 пергаментних листова, а припада типу „изборних јеванђеља“ (апракоса). Иако је назив Вуканово јеванђеље одомаћен, јеванђелистар је, по свему судећи, настао по наруџби Вукановог брата, Стефана Немањића, још за живота Стефана Немање. Према запису старца Симеона, једног од писара јеванђеља, рукопис је рађен за „великославног жупана Вука(на)“. Међутим, Вуканово име писано је по брисаном, радираном месту, па се претпоставка да је ту био означен Стефан чини могућом. У прилог те претпоставке говори и наставак записа у ком се говори о Вукановој победи над Стефаном (1202. год.), „али таквим тоном који искључује Вукана као наручиоца рукописа“.
Палеографске и филолошке анализе указују на то да су у раду на рукопису учествовала четири, односно пет писара (пети као коректор). Док прва три писара (међу којима је и главни писар, старац Симеон) припадају традицији рашке писарске школе, рукопис четвртог писара одаје трагове утицаја латинске културе и образовања, па се као и коректор, овај писар сматра представником зетске писарске школе.
До средине 19. века рукопис се чувао на Светој Гори, када га је Порфирије Успенски, заједно са једним листом Мирослављевог јеванђеља однео у Русију. Данас се налази у Публичкој библиотеци у Санкт Петербургу.
- Страна из Јеванђеља
- Једна од минијатура